# GnuTLS
GnuTLS (prononcé [ˈɡnuːˌtiːˌɛlˈɛs], GNU Transport Layer Security Library) est une implémentation libre des protocoles SSL et TLS. GnuTLS est distribué sous la forme d'une bibliothèque (libgnutls) permettant au programme qui l'utilise de disposer de protocoles de communication sécurisée, et de diverses interfaces en ligne de commande (dont gnutls-cli, gnutls-serv et gnutls-cli-debug).

## Fonctionnalités
La bibliothèque libgnutls fournit les fonctionnalités suivantes :
- Protocoles SSL 3.0, DTLS, TLS 1.0, TLS 1.1, TLS 1.2 et TLS 1.3 ;
- Authentification TLS par SRP ;
- Authentification TLS par PSK (en) ;
- Mécanisme d'extension TLS ;
- Compression TLS ;
- Prise en charge des certificats X.509 et OpenPGP.

## Licence
La bibliothèque libgnutls est distribuée selon les termes de la licence publique générale limitée GNU (GNU LGPL). Les outils fournis avec et les fonctions extra sont quant à eux soumis à la licence publique générale GNU (GNU GPL).